# حوزه انتخابیه چهارم اورگن
حوزه انتخابیه چهارم اورگن یک حوزه انتخابیه مجلس نمایندگان آمریکا است که در ایالت اورگن قرار دارد.